# Francesco I di Erbach-Erbach
Francesco I di Erbach-Erbach (Erbach, 29 ottobre 1754 – Erbach, 8 marzo 1823) è stato un nobile, collezionista d'arte e archeologo tedesco.

## Biografia
Francesco era figlio del conte Giorgio Guglielmo di Erbach-Erbach e della sua seconda moglie, Leopoldina Sofia Guglielmina di Salm-Grumbach, figlia del conte Carlo Volrado Guglielmo di Salm-Grumbach e della contessa Juliane von Prösing und Limpurg.
Dopo la morte prematura del padre, venne cresciuto dapprima sotto la tutela della madre e poi di Christian Friedrich Freund. Dall'autunno del 1769 sino alla primavera del 1773 studiò scienze politiche, storia e archeologia a Losanna, Strasburgo e Parigi. Contemporaneamente, si dedicò alla lettura dei saggi di Johann Joachim Winckelmann ricavandone un notevole interesse personale per il mondo dell'arte antica e dell'archeologia. Intraprese quindi un grand tour di due anni, visitando Londra, Bruxelles, L'Aia, Berlino, Dresda e l'Italia. A Berlino ebbe modo di conoscere il riformatore agricolo Johann Christian Schubarte e di leggerne gli scritti, in particolare il nuovo ruolo che si intendeva dare nell'agricoltura al Trifolium pratense di cui egli sostenne il progetto, istituendo per questo il Kleetaler.

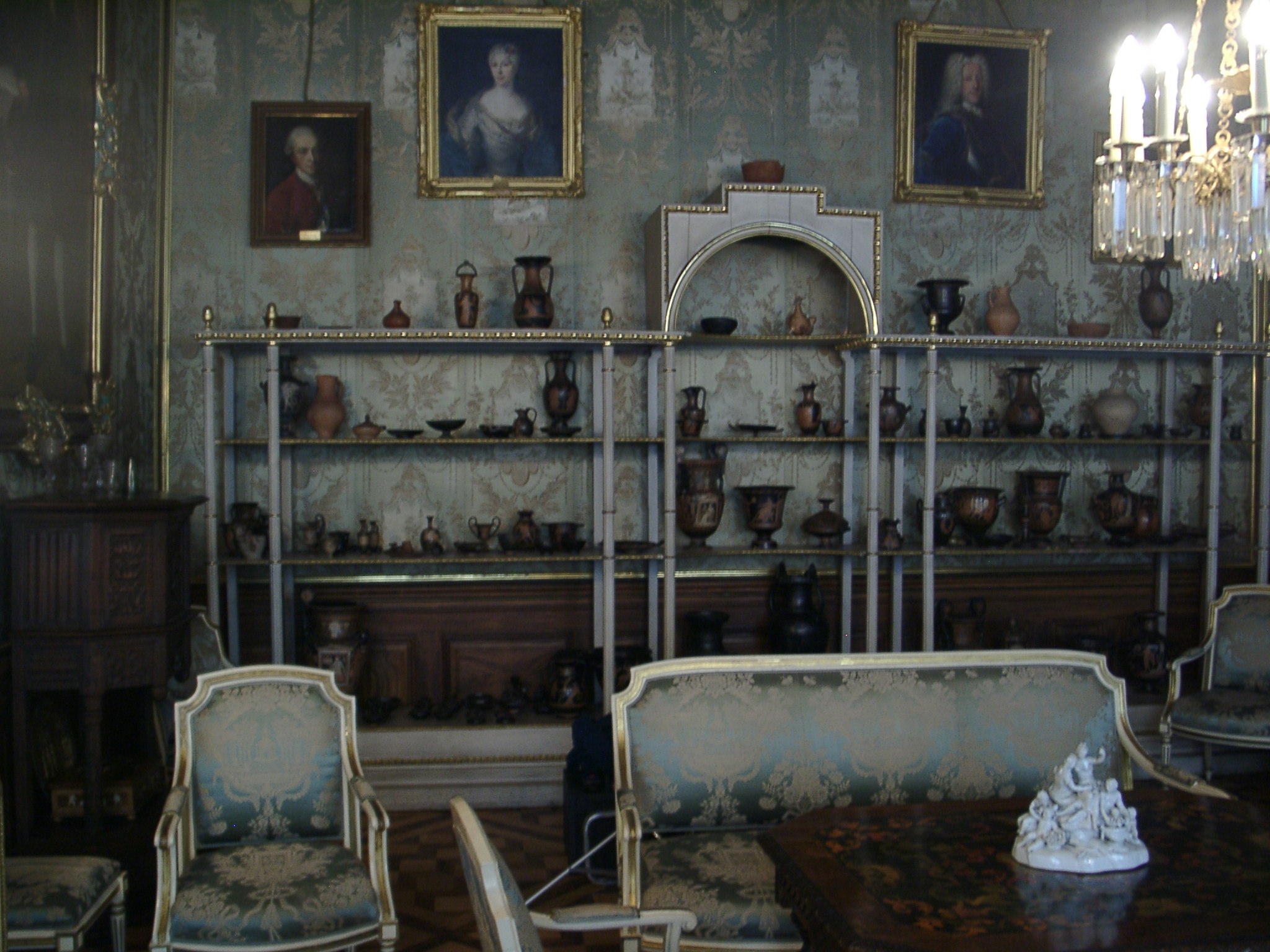
Esposizione di vasi romani nella collezione del castello di Erbach

A Roma incontrò diversi studiosi che avevano avuto stretti rapporti con Winckelmann: Ennio Quirino Visconti (1751-1819), successore di Winckelmann nella carica di commissario pontificio per le antichità, il cardinale Alessandro Albani (1692-1779), mecenate, datore di lavoro e amico Winckelmanns e Johann Friedrich Reiffenstein (1719–1793), consigliere per le antichità presso lo zar di Russia ed i Sassonia-Coburgo-Gotha, nonché intimo amico di Winckelmanns. Il conte lasciò che proprio quest'ultimo lo guidasse in un tour della città eterna, vedendo in lui oltre che un buon amico anche un valido consulente scientifico. A lui dedicò infatti il suo catalogo, completato nel 1808, con la descrizione completa della sua collezione di oggetti dell'antichità. Durante il soggiorno di un mese a Napoli, iniziò la visita degli scavi di Pompei ed Ercolano, conoscendo in loco l'ambasciatore inglese sir William Hamilton (1730-1803) dove ebbe l'occasione per vedere la sua collezione di vasi antichi.

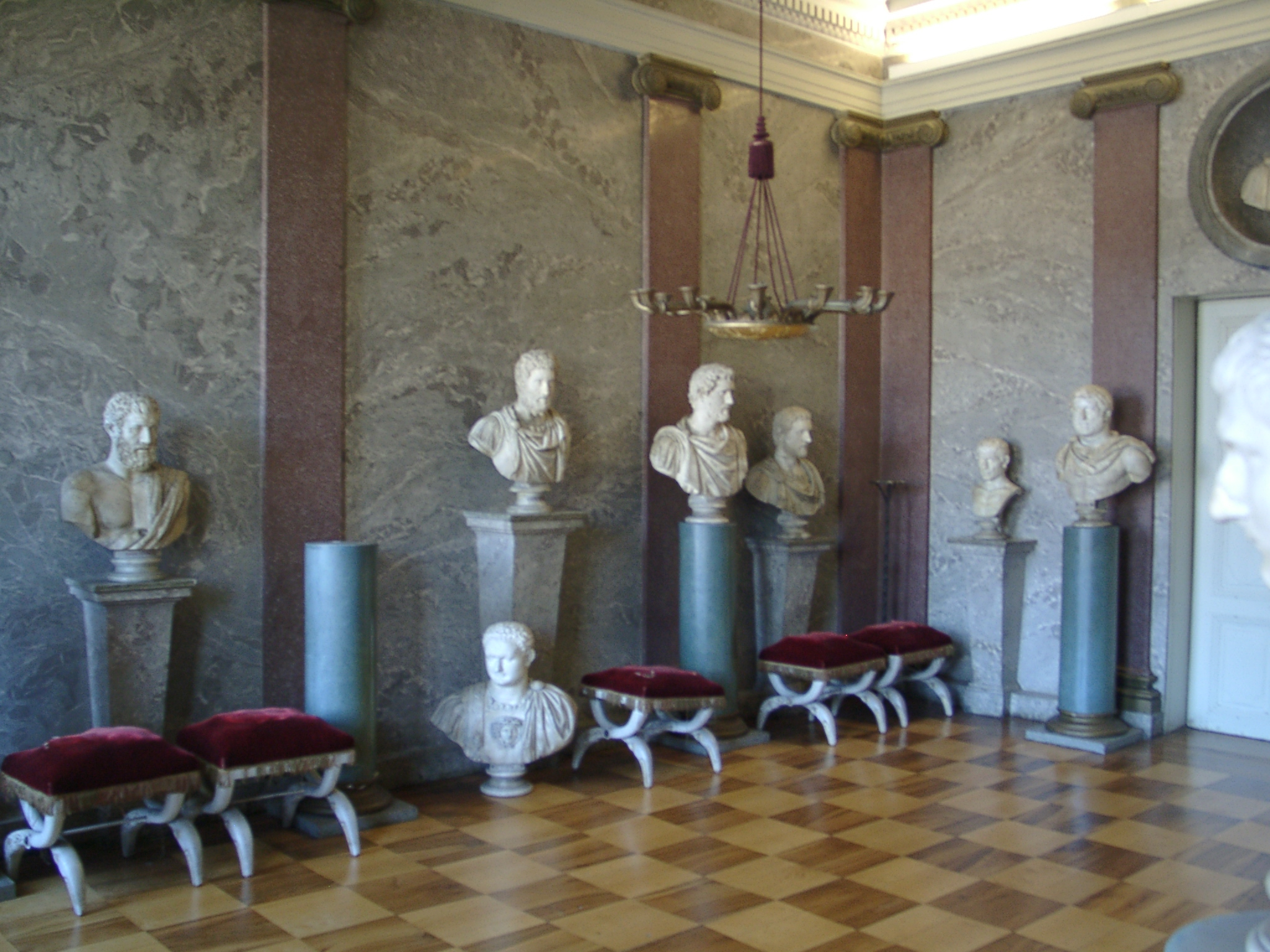
Collezione di busti romani al castello di Erbach

Quando tornò ad Erbach, prese finalmente le redini del governo del suo piccolo stato nel 1775. Nell'ambito dell'amministrazione, prestò particolare attenzione al miglioramento dell'agricoltura e alla promozione del commercio locali, nonché dell'artigianato e dei trasporti. Dal gennaio al giugno del 1791 compì un secondo viaggio in Italia. A Roma, il conte Francesco I ritrovò molte delle persone che aveva incontrato nel suo primo soggiorno. Ancora una volta al fianco di Reiffenstein, ebbe l'occasione di visitare diverse collezioni private, tra cui quella del pittore e mercante d'arte Thomas Jenkins (1720–1798) e la collezione di pietre tagliate a Palazzo Strozzi. Fu probabilmente in quel periodo che, su pressione di Reiffenstein e Visconti, il conte divenne anch'egli un collezionista ed iniziò ad acquistare alcune opere antiche dall'antiquario Aloys Hirt (1759–1837) e da due scultori, Alexander Trippel (1744–1793) e Bartolomeo Cavaceppi (1716–1799). Quest'ultimo lavorò anche come restauratore per il conte. Il 28 marzo, gli oggetti d'antiquariato che acquistò, vennero inviati ad Erbach.
A fine aprile di quello stesso anno si portò ancora una volta a Napoli per un soggiorno di tre settimane nel quale visitò i castelli di Portici e Capodimonte dove erano collocate molte delle antichità rinvenute a Pompei e ad Ercolano. Successivamente si spostò a Pompei ed a Baia. Durante questo soggiorno ebbe modo di conoscere Johann Heinrich Wilhelm Tischbein(1751–1829), direttore dell'Accademia di Belle Arti di Napoli il quale stava predisponendo le incisioni su rame per la pubblicazione della seconda collezione di vasi dell'ambasciatore Hamilton. Tischbein mostrò al conte di Erbach le incisioni e questo lo portò ad acquistare altre antichità nel napoletano grazie alla mediazione del pittore Jacob Philipp Hackert (1737-1807).
La collezione di antichità recuperate in questo secondo viaggio in Italia, comprendeva anche trentatré sculture in marmo, centosettanta vasi, piccoli bronzi, alcuni resti di mosaici ed opere egizie. Con l'intento di creare un piccolo museo personale al castello di Erbach, già mentre era in Italia il conte si era rivolto al pittore Johann Wilhelm Wendt (1747-1815) con l'intento di stilare un progetto per ridisegnare alcune stanze della sua residenza. Vennero ricavate due sale dedicate alle antichità romane ed una per quelle etrusche.
Sino alla mediatizzazione del 1806, Francesco I rimase conte sovrano della contea di Erbach-Erbach, divenendo poi conte solo a livello onorifico, senza quindi più un feudo. Dal 1820 al 1821 fu membro della prima Camera degli Stati del Granducato d'Assia.

### Archeologia romana in Germania

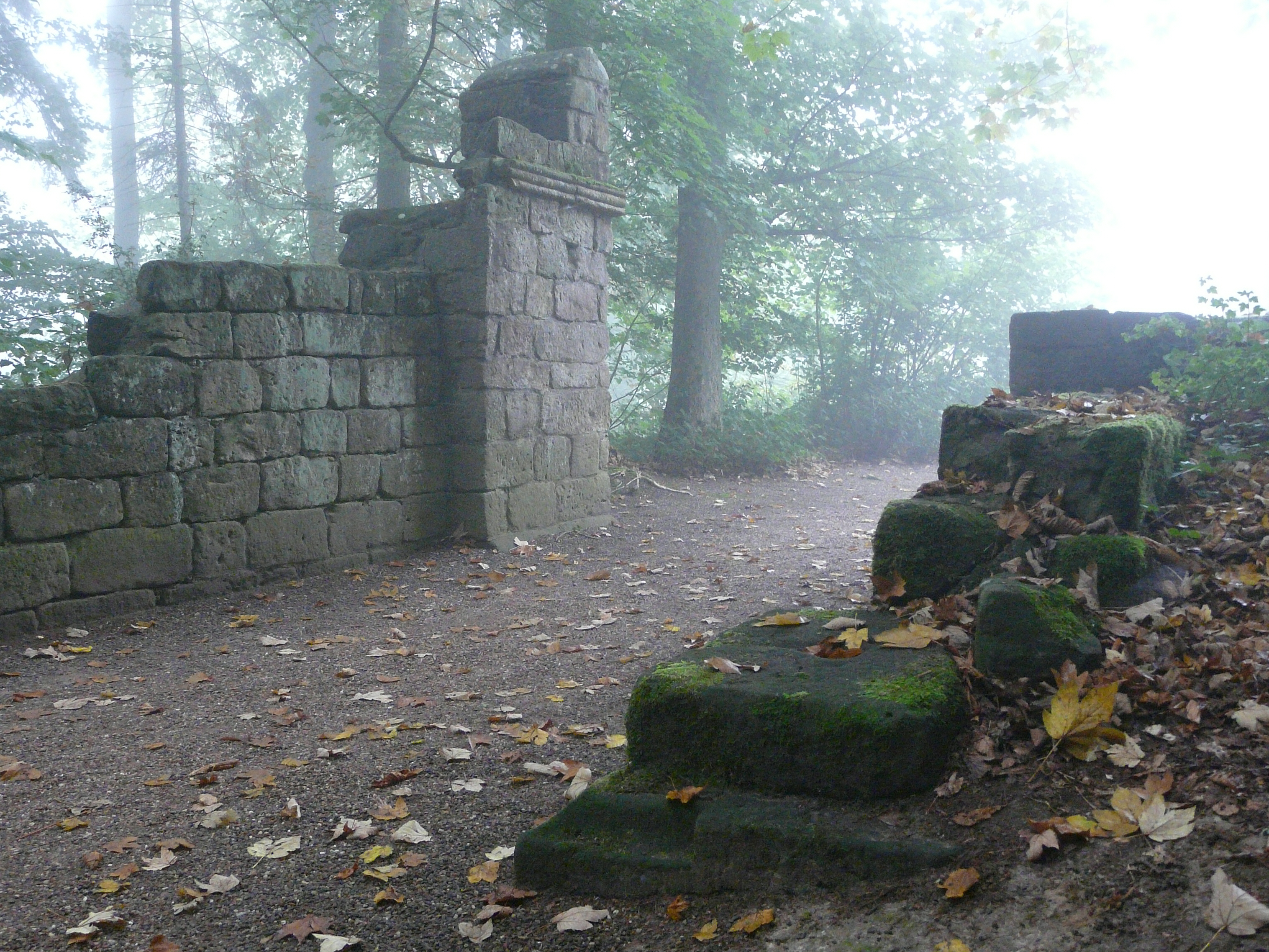
Ritrovamenti archeologici romani rimontati nel castello di Eulbacher da Francesco I di Erbach-Erbach

Il conte, entusiasta della sua collezione di antichità, fu il primo a compiere degli scavi più o meno sistematici in Germania lungo il Limes dell'Odenwald, ritrovando le fondamenta di diverse torri di guardia e di fortezze lungo il suo percorso. Assieme a Johann Friedrich Knapp riuscì a ritrovare le fondamenta dei forti di Lützelbach, Windlücke, Hainhaus, Würzberg, Eulbach, Hesselbach e Schloßau. Curò inoltre il ritrovamento della villa romana di Haselburg. Parti dei ritrovamenti vennero rimontati nel parco di Eulbacher dove si trovava la residenza di caccia del conte. Stilò anche i cosiddetti Erbacher Katalogen, un primo esempio di catalogazione dei reperti con un metodo scientifico il più possibile.

## Matrimonio e figli
Sposò Luise zu Leiningen-Dagsburg (1755-1785), figlia del conte Karl Friedrich Wilhelm zu Leiningen-Dagsburg (1724-1807) e della contessa Luise zu Solms-Rödelheim (1736-1803). Il matrimonio venne celebrato a Dürkheim nel 1776. La coppia ebbe in tutto due figli e cinque figlie:
- Carlotta Augusta Guglielmina (5 giugno 1777 - 21 maggio 1846), sposò il principe Carlo I di Isenburg-Büdingen-Birstein (29 giugno 1766 - 21 marzo 1820)
- Marianna Luisa Federica Carolina (4 ottobre 1778 - 30 aprile 1797)
- Carolina Luisa Guglielmina (21 novembre 1779-6 dicembre 1825), sposò il conte Giuseppe Carlo Leopoldo Francesco Luigi di Ortenburg-Neuortenburg (30 agosto 1780-28 marzo 1831)
- Luisa (28 gennaio 1781 - 3 maggio 1830), sposò il conte Friedrich Christoph von Degenfeld-Schonburg (30 settembre 1769 - 9 febbraio 1848)
- Carlo II (11 giugno 1782 - 14 aprile 1832), conte di Erbach-Erbach, sposò la contessa Anna Sophie zu Erbach-Fürstenau (25 settembre 1796 - 14 luglio 1845)
- Augusta Carolina (19 agosto 1783 - 11 giugno 1833), sposò il conte Federico Magnus II di Solms-Wildenfels (17 settembre 1777 - 18 novembre 1857)
- Federico (4 gennaio 1785 - 2 settembre 1854), conte di Erbach-Erbach

Dopo la morte della prima moglie, sposò Charlotte Luise Polyxene Kolb von Wartenberg (27 novembre 1755 - 20 maggio 1844), figlia di Friedrich Karl Kolb von Wartenberg (1725–1784) e di Caroline Polyxena von Leiningen-Dagsburg-Hardenburg (1728-1782). La coppia non ebbe altri figli.